# Hrádok

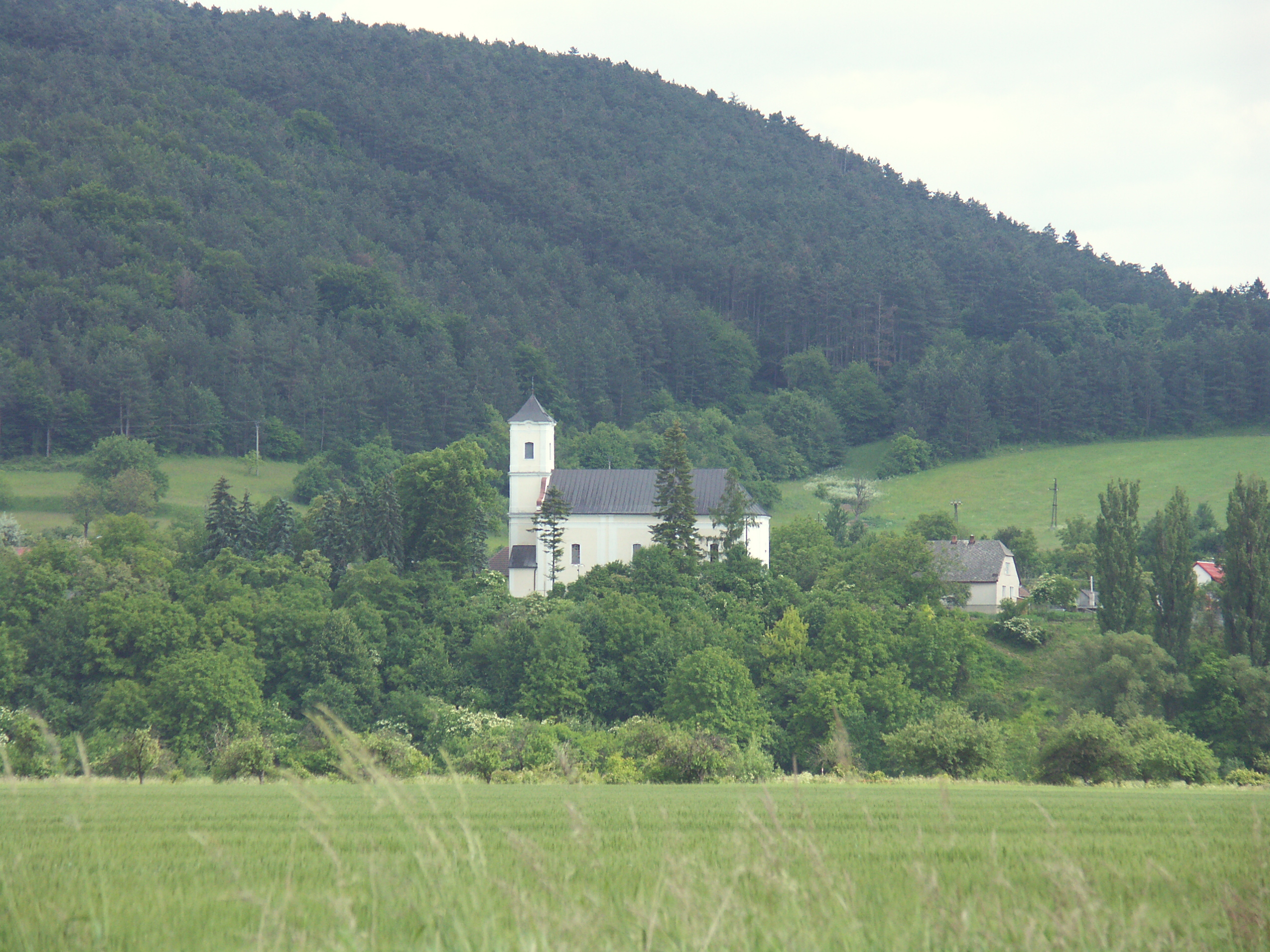
Hrádok

Hrádok (Hongaars: Temetvény) is een Slowaakse gemeente in de regio Trenčín, en maakt deel uit van het district Nové Mesto nad Váhom.
Hrádok telt 649 inwoners.